# Diócesis de Sarh
La diócesis de Sarh (en latín: Dioecesis Sarhensis y en francés: Diocèse de Sarh) es una circunscripción eclesiástica de la Iglesia católica en Chad. Se trata de una diócesis latina, sufragánea de la arquidiócesis de Yamena. Desde el 10 de octubre de 2018 su obispo es Miguel Ángel Sebastián Martínez, de los combonianos.

## Territorio y organización
La diócesis tiene 41 755 km² y extiende su jurisdicción sobre los fieles católicos de rito latino residentes en la región de Moyen-Chari.
La sede de la diócesis se encuentra en la ciudad de Sarh (llamada hasta 1972 Fort Archambault), en donde se halla la Catedral de la Inmaculada Concepción. 
En 2023 en la diócesis existían 12 parroquias.

## Historia
La diócesis de Fort-Archaumault fue erigida el 22 de septiembre de 1961 con la bula Latissimas Ecclesias del papa Juan XXIII, obteniendo el territorio de la diócesis de Fort-Lamy, que al mismo tiempo se convirtió en arquidiócesis y hoy lleva el nombre de arquidiócesis de Yamena.
El 22 de agosto de 1972 asumió su nombre actual como consecuencia del decreto Cum Excellentissimus de la Congregación para la Evangelización de los Pueblos.
El 1 de diciembre de 2001 cedió una porción de su territorio para la erección de la prefectura apostólica de Mongo (hoy vicariato apostólico de Mongo) mediante la bula Universae Ecclesiae del papa Juan Pablo II.
El 12 de agosto de 2023 cedió otra porción de su territorio para la erección de la diócesis de Koumra por el papa Francisco.

## Estadísticas
Según la bula de erección de la diócesis de Koumra la diócesis tenía en 2023 un total de 85 917 fieles bautizados.
| Año                                                                             | Población            | Población | Población      | Sacerdotes | Sacerdotes    | Sacerdotes    | Bautizados por sacerdote | Diáconos permanentes | Religiosos | Religiosos | Parroquias |
| Año                                                                             | Bautizados católicos | Total     | % de católicos | Total      | Clero secular | Clero regular | Bautizados por sacerdote | Diáconos permanentes | Varones    | Mujeres    | Parroquias |
| ------------------------------------------------------------------------------- | -------------------- | --------- | -------------- | ---------- | ------------- | ------------- | ------------------------ | -------------------- | ---------- | ---------- | ---------- |
| 1970                                                                            | 16 600               | 400 000   | 4.2            | 36         | 3             | 33            | 461                      |                      | 44         | 33         | 15         |
| 1980                                                                            | 25 000               | 577 000   | 4.3            | 37         | 3             | 34            | 675                      |                      | 42         | 54         | 25         |
| 1988                                                                            | 38 200               | 654 000   | 5.8            | 42         | 3             | 39            | 909                      |                      | 49         | 61         | 17         |
| 1999                                                                            | 46 477               | 929 922   | 5.0            | 43         | 12            | 31            | 1080                     |                      | 42         | 70         | 17         |
| 2000                                                                            | 47 799               | 922 999   | 5.2            | 48         | 14            | 34            | 995                      |                      | 44         | 55         | 16         |
| 2001                                                                            | 47 478               | 738 595   | 6.4            | 45         | 13            | 32            | 1055                     |                      | 45         | 60         | 15         |
| 2002                                                                            | 67 806               | 747 741   | 9.1            | 42         | 18            | 24            | 1614                     |                      | 39         | 72         | 15         |
| 2003                                                                            | 107 800              | 1 051 789 | 10.2           | 51         | 21            | 30            | 2113                     |                      | 51         | 75         | 15         |
| 2004                                                                            | 111 300              | 1 078 134 | 10.3           | 49         | 19            | 30            | 2271                     |                      | 41         | 66         | 15         |
| 2010                                                                            | 98 890               | 1 235 370 | 8.0            | 63         | 27            | 36            | 1569                     |                      | 67         | 59         | 17         |
| 2013                                                                            | 141 549              | 1 340 000 | 10.6           | 37         | 18            | 19            | 3825                     |                      | 19         | 33         | 17         |
| 2014                                                                            | 147 135              | 1 375 000 | 10.7           | 43         | 24            | 19            | 3421                     |                      | 44         | 53         | 17         |
| 2017                                                                            | 197 680              | 1 494 000 | 13.2           | 56         | 30            | 26            | 3530                     |                      | 46         | 36         | 17         |
| 2020                                                                            | 220 200              | 1 664 000 | 13.2           | 58         | 32            | 26            | 3796                     |                      | 63         | 34         | 22         |
| 2023                                                                            | 85 917               | 800 000   | 10.7           | 13         | 13            |               | 6609                     |                      | 27         | 27         | 12         |
| Fuente: Catholic-Hierarchy, que a su vez toma los datos del Anuario Pontificio. |                      |           |                |            |               |               |                          |                      |            |            |            |

## Episcopologio
- Henri Véniat, S.I. † (22 de diciembre de 1961-7 de marzo de 1987 renunció)
- Matthias N'Gartéri Mayadi † (7 de marzo de 1987-11 de junio de 1990 nombrado obispo de Moundou)
- Goetbé Edmond Djitangar (11 de octubre de 1991-20 de agosto de 2016 nombrado arzobispo de Yamena)
  - Sede vacante (2016-2018)
- Miguel Ángel Sebastián Martínez, M.C.C.I., desde el 10 de octubre de 2018